# Athenry
Athenry (ausgespr. [æθənˈraɪ], irisch Baile Átha an Rí [bal´ɑːhən̪ˈriː]) ist eine am Fluss Clareen (Abhainn an Chláirín) gelegene Stadt im Südosten der Grafschaft Galway, Irland. Sie hat 4603 Einwohner.

## Name
Der Name der Stadt geht zurück auf den irischen Namen Baile Átha an/na Ríogh. Dies wird unterschiedlich  übersetzt, zum einen als „Stadt der Furt des Königs/der Könige“, wobei „Könige“ auf die drei hier zusammentreffenden altirischen Königreiche verweist. Zum anderen wird er als „Stadt der Flussfurt“ gedeutet, wobei Ríogh ähnlich wie der Rhein auf die indogermanische Wurzel H1reiH- für „fließen“ zurückgehen soll. Der heutige offizielle irische Name der Stadt in moderner Schreibung ist Baile Átha an Rí, „Stadt (an) der Furt des Königs“, oder kurz Áth an Rí ([ɑːhən̪ˈriː]).

## Geschichte

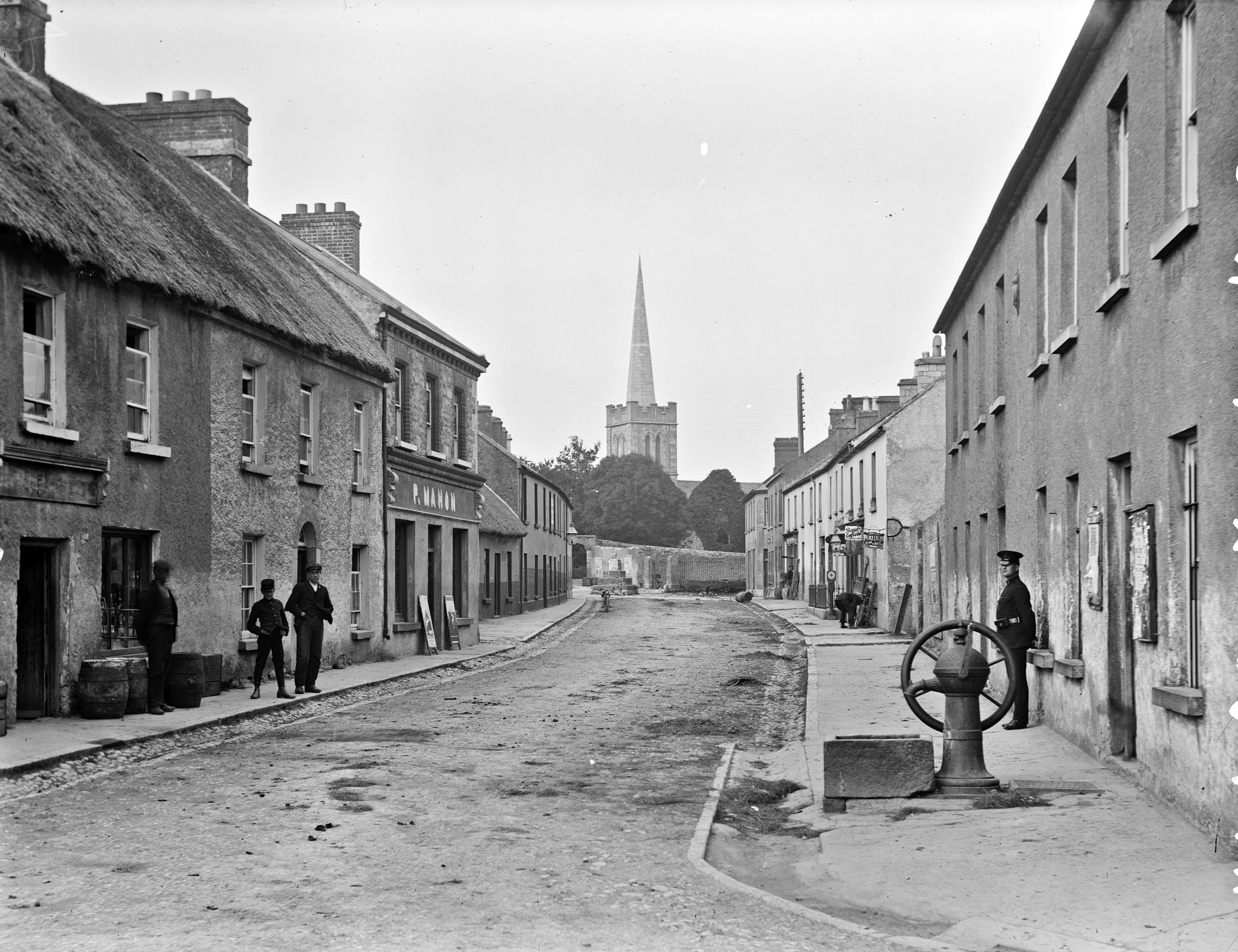
Cross Street um 1912

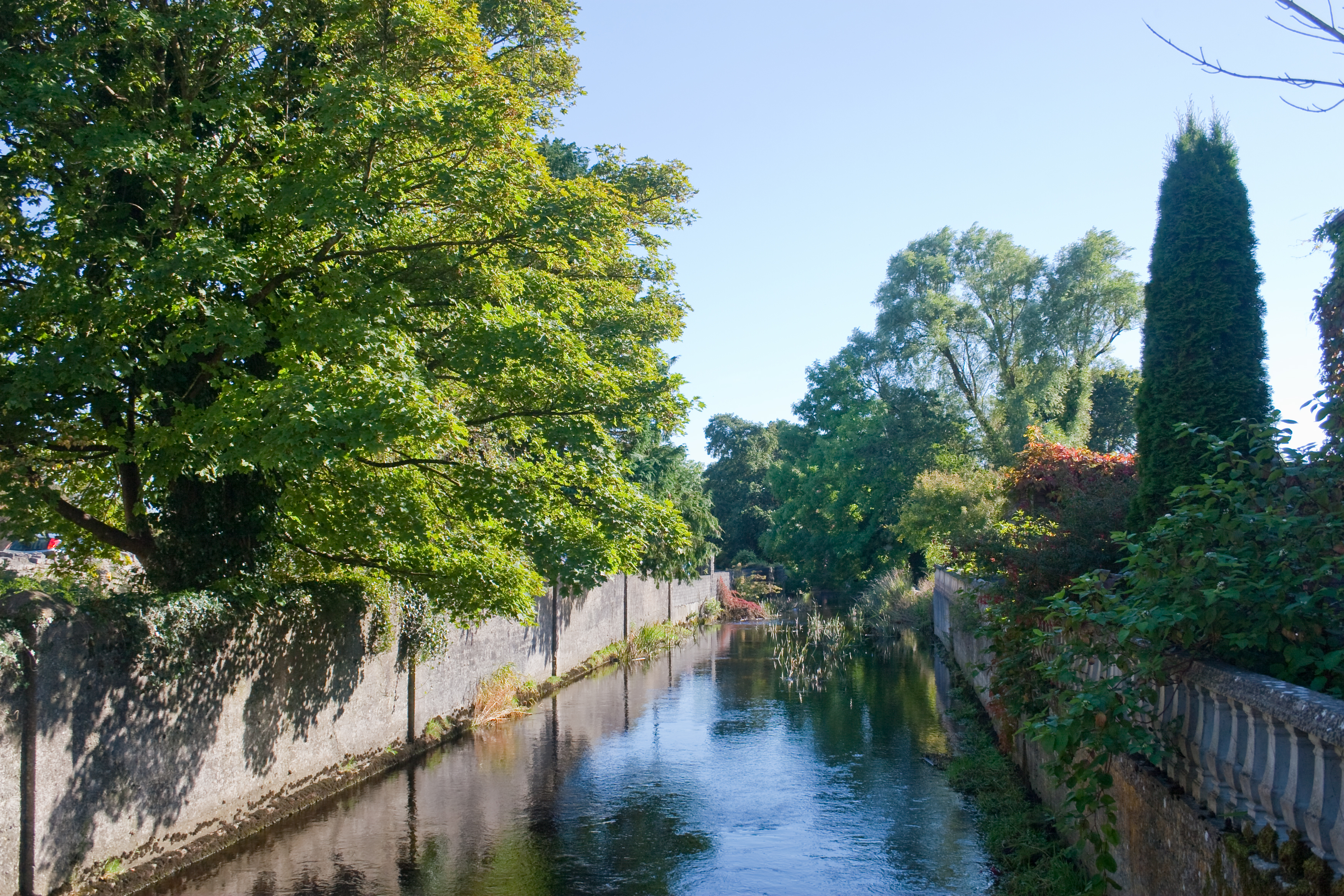
Clareen River in Athenry

Ein in der Nähe von Athenry aufgefundener Schildbuckel aus der Bronzezeit legt eine Besiedlung bereits vor 3.000 Jahren nahe.  Der Antiquar James Ware vermutete im 17. Jahrhundert, dass Athenry wegen der Furt und der günstigen Nähe zu den drei Königreichen Hy-Many der O’Kellys, Hy-Briuin Seola der O’Flahertys und Hy-Fiachrach der O’Hynes zum Hauptsitz der Auterii wurde. Der Stamm der Auterii wurden von Claudius Ptolemäus in der Geographike Hyphegesis erwähnt.
Zu Beginn des 12. Jahrhunderts stand Connacht unter Kontrolle des irischen Königs Cathal Crovderg O’Conor, der sich der englischen Krone unterworfen hatte und seit 1215 gegen eine jährliche Zahlung von 300 Mark Connacht als Lehen hielt. Als er 1224 verstarb, sah sich sein Sohn Aedh entsprechend dem englischen Recht als Nachfolger, wurde aber von den irischen Gefolgsleuten entsprechend dem irischen Recht, das keine Primogenitur kannte, nicht akzeptiert. Gegen die Aufstände erhielt Aedh zu Beginn Unterstützung von englischer Seite, aber 1226 fiel die Entscheidung, Connacht zu konfiszieren und Richard de Burgh als Lehen zu geben, der darauf schon länger drängte. 1235 überquerten die Truppen unter Leitung von Richard de Burgh zusammen mit weiteren Baronen aus den Familien Bermingham, Lacy und Fitzgerald den Shannon und brachten den größten Teil der Provinz Connacht rasch unter ihre Kontrolle. Dies gelang trotz der zahlenmäßigen Überlegenheit der Iren durch die bessere Ausrüstung, den Einsatz walisischer Bogenschützen und den Einsatz von Rittern, die von flämischen Fußsoldaten unterstützt wurden. Nach der Eroberung wurden an strategisch wichtigen Orten Stützpunkte errichtet. Neben Athenry gehörten auch Dunmore, Loughrea und Galway dazu.
Der mittelalterlich agrarwirtschaftlich bedeutende Ort wurde 1238 das erste Mal erwähnt. Im Jahre 1316 fand hier die Schlacht von Athenry statt, in der Richard Og de Burgh, 2. Earl of Ulster den König von Connacht besiegte.

## Einwohnerentwicklung
Die Bevölkerungsanzahl hat sich in den letzten 25 Jahren nahezu verdreifacht:
| 1991 | 1996 | 2002 | 2006 | 2011 | 2016 | 2022 |
| ---- | ---- | ---- | ---- | ---- | ---- | ---- |
| 1612 | 1614 | 2154 | 3205 | 3950 | 4445 | 4603 |

Der Ausländeranteil bei den Bewohnern beträgt knapp 20 %.

## Sehenswürdigkeiten

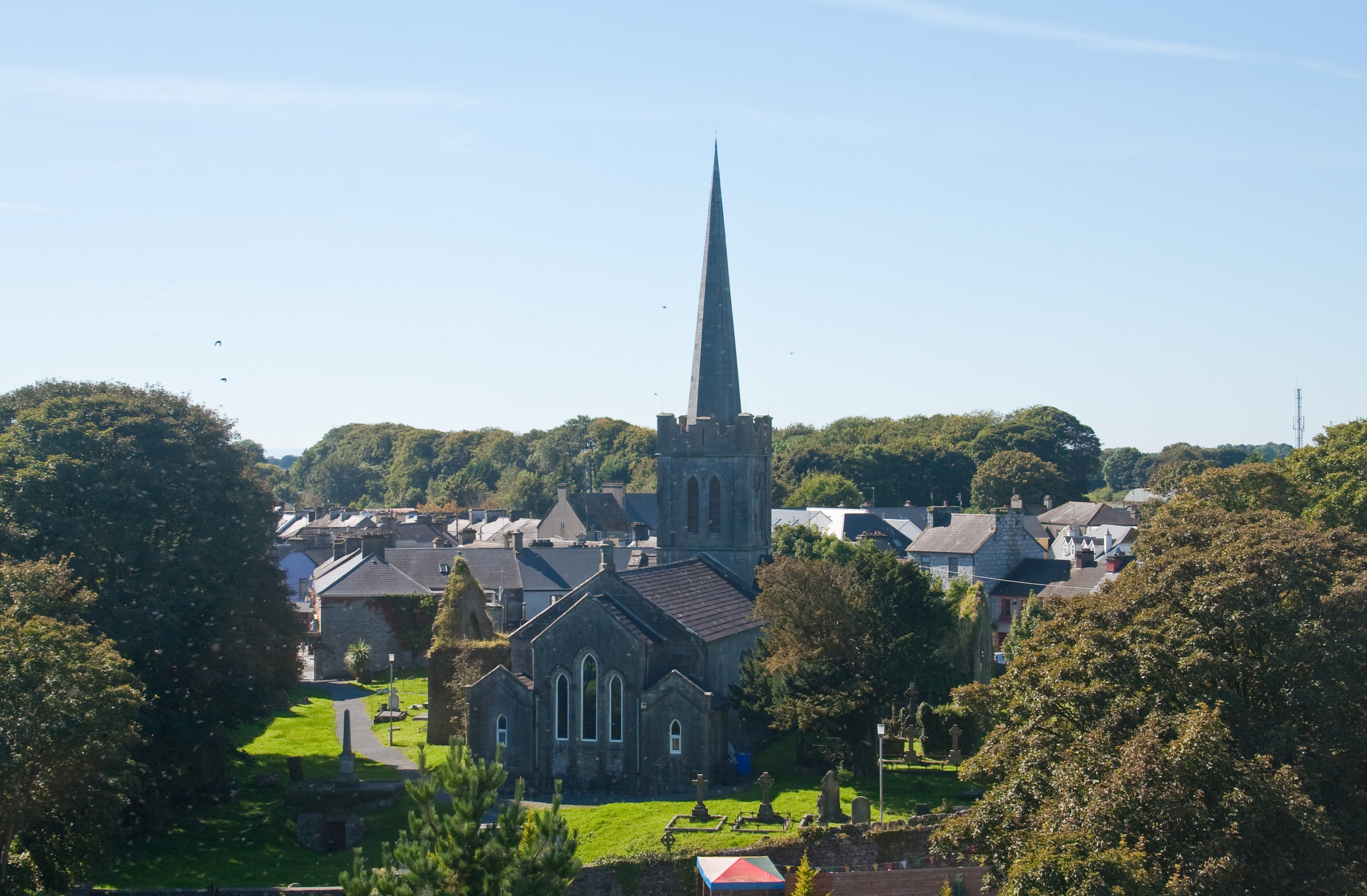
St. Mary’s Church

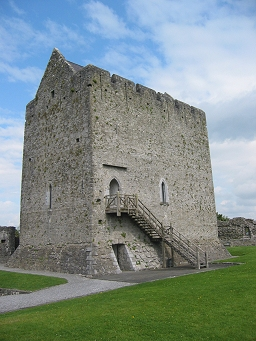
Athenry Castle

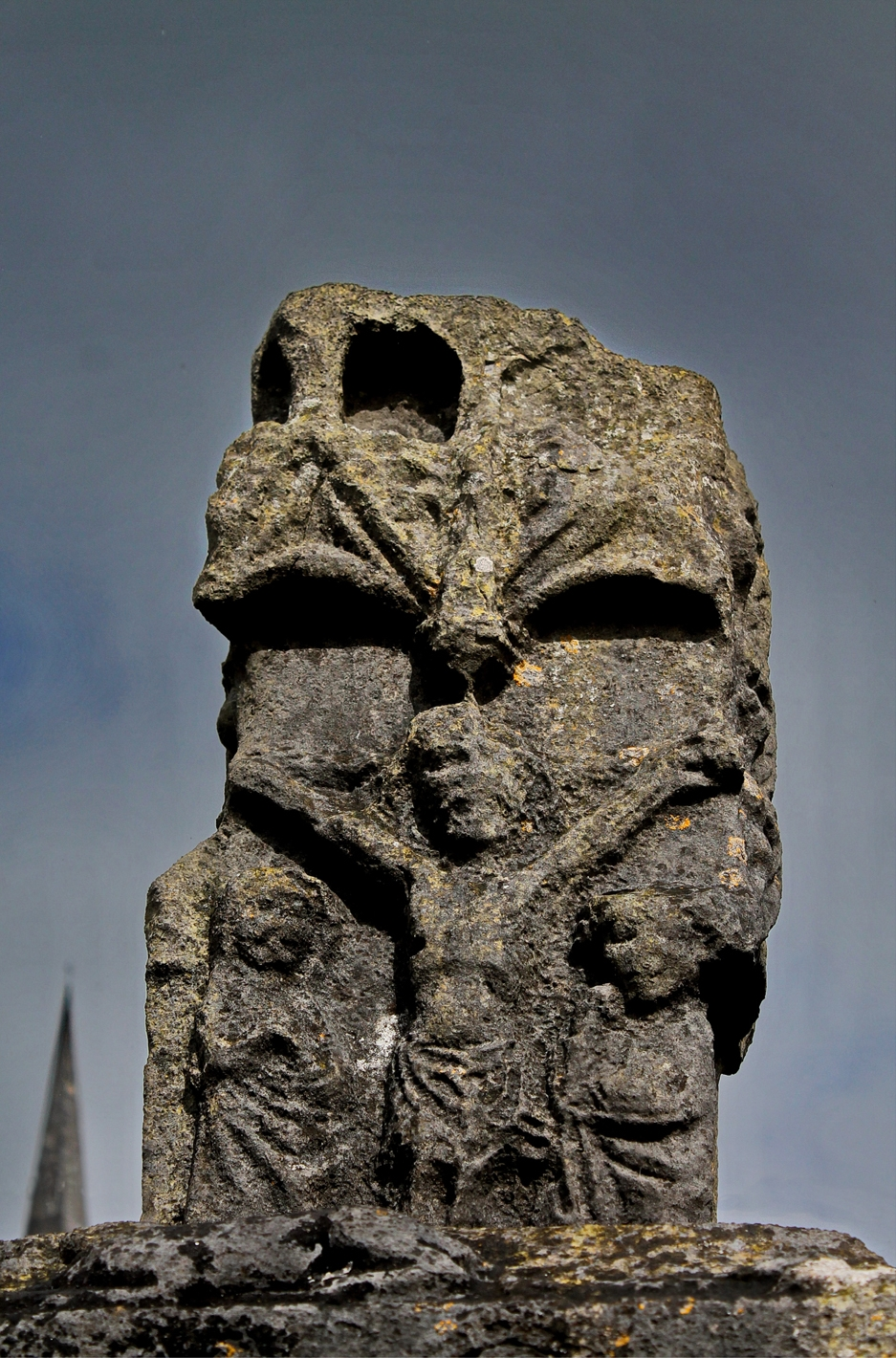
Marktkreuz

In der Stadt gibt es noch mehrere mittelalterliche Gebäude und Monumente.
- Das 1235–1240 erbaute Athenry Castle.
- Die Stadtmauer mit fünf Toren. Der Verlauf und das nördliche Tor sind noch heute zu sehen.
- Darüber hinaus gab es sechs Türme entlang der Stadtmauer, von denen einige noch gut erhalten sind. Da sie nicht völlig in die Mauer integriert sind, ist anzunehmen, dass sie spätere Anbauten sind.
- Das Dominikanerkloster wurde 1241–1261 erbaut. Heute existiert hier nur noch die Ruine der Klosterkirche.
- St. Mary’s Kirche. Das ursprüngliche Kollegiatstift war circa 1485 erbaut worden. In 1574 war es zerstört und abgebrannt worden. Teile des ursprünglichen  Kirchenschiffs und des Querschiffs blieben erhalten und wurden in die 1828 errichtete Church-of-Ireland-Kirche integriert. Heute beherbergt das Gebäude das örtliche Heritage Centre.
- In der Stadtmitte steht auf dem Marktplatz ein spätgotisches Marktkreuz im Tabernakel- oder Laternenstil.
- Südöstlich der Stadt liegt außerdem das Wedge Tomb von Lissalondoon nahe der Straße R349 von Loughrea nach Athenry.

## Verkehrsanbindung

### Bahn
Athenry hat einen Bahnhof, der an der Strecke von Dublin nach Galway liegt, und an dem etwa alle 2 Stunden die Züge in jeder Richtung halten. Außerdem wurde 2010 die Western Corridor genannte Strecke von Ennis nach Athenry wieder eröffnet, nachdem sie vor über 40 Jahren geschlossen und stillgelegt worden war. Sie ermöglicht wieder eine direkte Bahnverbindung zwischen Limerick und Galway.

### Autobahnen
Die Autobahn M6 von Dublin nach Galway führt südlich an Athenry vorbei.
Wenige Kilometer westlich ist ein Autobahnkreuz, bei der die M6 die nach Limerick in den Süden führende Autobahn M18 und die nach Tuam in den Norden führende Autobahn M17 kreuzt. Das Autobahnkreuz wurde im September 2013 eröffnet.

## The Fields of Athenry
Bekannt wurde der Ort durch das irische Lied The Fields of Athenry, welches die Situation während der Irischen Hungersnot zwischen 1846 und 1849 behandelt. Vor allem die Fans der irischen Fußballnationalmannschaft machten das Lied bei EM 2012 weltberühmt. Es gibt sogar umgetextete Versionen: Die Fans des Liverpool FC singen "The Fields of Anfield Road" mit der gleichen Melodie, und in Nordirland ist "The Fields of Aughnacloy" populär geworden.
Die größte Straßenperformance von The Fields Of Athenry fand am 6. Mai 2019 in Athenry mit über 5000 Personen in Begleitung von 118 Tin-Whistle-Spielern statt. Dabei waren die Amazing Apples, The King of Ceili, Matt Cunningham, Deirdre O’Sullivan und Áine McDermott.

## Persönlichkeiten
- Lydia Gurley (* 1984), Radsportlerin